# H&K XM8
H&K XM8は、アメリカ軍の次期正式アサルトライフルとしてドイツのH&K社で開発されたアサルトライフル。XM29へ移行する間の穴埋めとして、1990年代後半-2000年代前半にかけて開発が進められていた。

## 概要
XM8は、H&K G36を基本設計に、強化プラスチックなどの新素材を多く使用し、時代を先取りしたような先進的なデザインをしているのが特徴である。プラスチック素材は自由な形に成型できるので、銃の形を人間工学的にデザインし、使用者の体に丁度良くフィットして自然な姿勢で射撃できるように工夫されている。そのうえ、銃の問題点である反動を軽減して命中精度を向上させることが可能である。
2005年に、アメリカ陸軍が次期制式アサルトライフルとして同銃を発表したが、同年4月に採用は保留とされた。その後、10月31日には正式に採用を中止し、今後の動向は未定となった。なお、H&K社はPMCに対し営業活動を行っている。軍事組織で採用が確認されているのはマレーシア海軍の特殊部隊PASKALのみとなっている。
しかし、現在は月刊アームズマガジン（2011年11月号）において「生産は終了している」とされている。

## 性能
従来の銃と異なる一番の特徴は、部品交換によりアサルトライフルからカービンや分隊支援火器として使用できるように改造が可能な点である。部品交換は容易に行える設計になっており、道具を使わず素手で行える。
直銃床の設計が優れているため反動が小さく、銃口の跳ね上がりも少ないので、フルオート射撃でも優れた命中精度を誇り、片手でのフルオート射撃も可能としている。
M16系の機関部に直接発射ガスを吹き付けて作動させる方式と異なり、AR-18に類似した通常のガスピストン方式（発射ガスに押されたピストンが機関部を動作させる）なので銃内部が汚れにくい。そのため、連続2,000発の射撃を行った後でもクリーニングを必要とせず、汚れにも強い。事実、2007年7月に行われたXM8、HK416、SCAR-L Mk.16、M4A1の4丁の信頼性比較テストでは、最も優秀な成績を収めている。
ちなみに、テストの内容は各銃10丁を25時間にわたって汚し、その後、銃を6千発発砲するというものである。
テスト結果/排莢不良回数
- XM8 - 127回
- SCAR-L Mk.16 - 226回（内16回は深刻な問題）
- HK416 - 233回
- M4A1 - 882回（内19回は深刻な問題）

### 付属品・オプション
銃上部に付いたISM（多機能先進サイト・モジュール）は、ドットサイト式赤外線ポインター（倍率は1倍）、光学サイト（4倍）、赤外線照射装置を装備する。キャリングハンドルを兼ねるブリッジは取り外しが可能で、リアサイト、フロントサイトを内蔵している。コッキング・レバー、マガジン・レバーは両方とも左右どちら側でも操作が可能で、機関部両側にモード切替レバー（安全装置/射撃モード）が取り付けられているなど、左利きの射手にも対応可能な造りとなっている。排莢口は右側面のみだが、その後ろには排出された薬莢を前方へ反射させる突起があるため、やはり左肩からの射撃が容易である。
銃床は5段階に伸縮が可能なバットストックで、取り外しが可能。ハンドガードは人間工学に基づいた設計をしており、対高温であるため銃身の熱を遮断する他、前端の下面には銃剣を装着する切り欠きがある。ピカティニー・コンバット・アタッチメント・ポイント（英語: Picatinny Combat Attachment Points, PCAP（ピーキャップ））と呼ばれるアタッチメント・ポイントは、各種アクセサリーをワンタッチで付け替えることができる。スコープやレーザーポインターといった照準機器はすべて同じ狙点になるよう設計されていて、交換・取り付け後に個別の零点規制（ゼローイング）を行う必要が無い。箱型弾倉はポリマー製で、金属製のマガジンよりも重量が30%軽くなっている。箱型弾倉以外にも、100連装ドラム型弾倉も存在する。銃身はコールドハンマー製法で作られており、長時間射撃・連続発射を繰り返しても命中精度への影響は少ないとされる。
また、XM8の銃身下部には40mmグレネードランチャー「M320 グレネードランチャー」や、マスターキー仕様の12ゲージショットガン「レミントンM870」などが工具なしで装着可能。
さまざまなオプション部品を取り付けても、同じ条件のM4カービンより2割ほど重量が軽いとされる。

## バリエーション
ベースライン・カービン（Baseline Carbine）
アサルトライフル型。標準的なモデル。12.5インチ（318mm）バレルを使用。
コンパクト・カービン（Compact Carbine）
PDW型。携行性を重視した小型モデル。9.5インチ（241mm）バレルを使用し、ストックを装備しない場合もある。
伸縮ストックはベースライン・カービンと同じ形状のものとH&K MP5A5のような形状のコンパクトなものの２種類がある。
ベースライン・カービンと比べ、ハンドガードが少し短くなり４穴から２穴に変更されている。
アサルトライフル（Assault rifle）
アサルトライフル型。20インチ（508mm）バレルを採用。
ベースライン・カービンと比べ、ハンドガードが少し長くなり４穴から５穴に変更されている。
シャープシューター（Sharpshooter）
取り回しよりも一撃の威力および有効射程、命中精度などを重視した狙撃銃・マークスマンライフル型。20インチ（508mm）バレルと、改良型のスコープを装備。折畳式のバイポッドを装着。アサルトライフルと同じハンドガードを採用。
オートマチック・ライフル（Automatic Rifle）
分隊支援火器型。長時間かつ頻繁な連射のために、耐久性の高い20インチ（508mm）バレルを採用。また、折畳式のバイポッドを装着し、給弾は100発ドラムマガジンで行う。アサルトライフルと同じハンドガードを採用。
XM8R
PCAPの代わりにピカティニー・レールが取付できるモデル。キャリングハンドルが専用のものに変更され、ななめの形状から水平になった。
ハンドガードも専用のものを採用。
プロトタイプ
H&K G36に似た形状。

## 画像

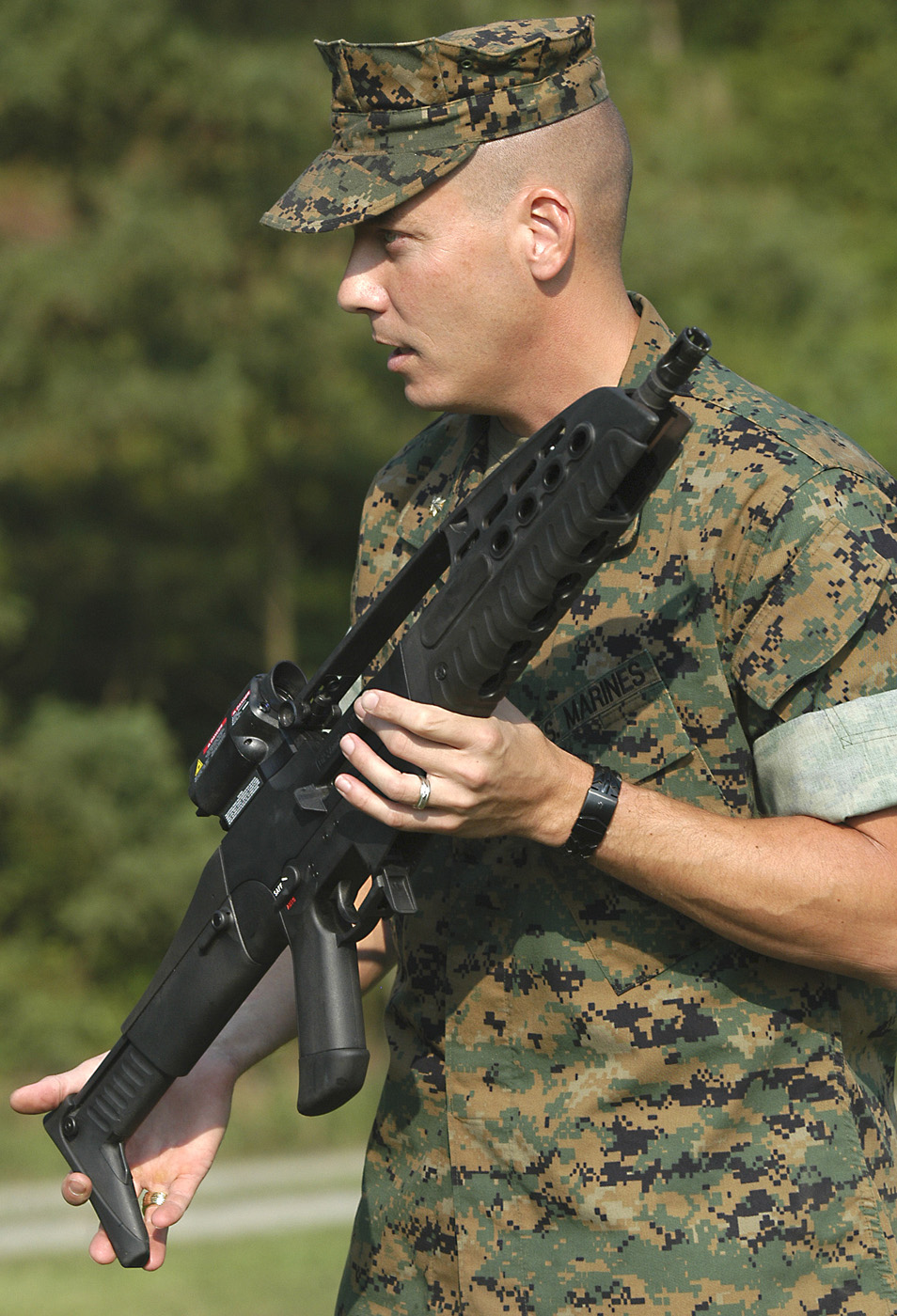
XM8 ベースライン・カービンの説明をするアメリカ海兵隊員 （2005年8月）
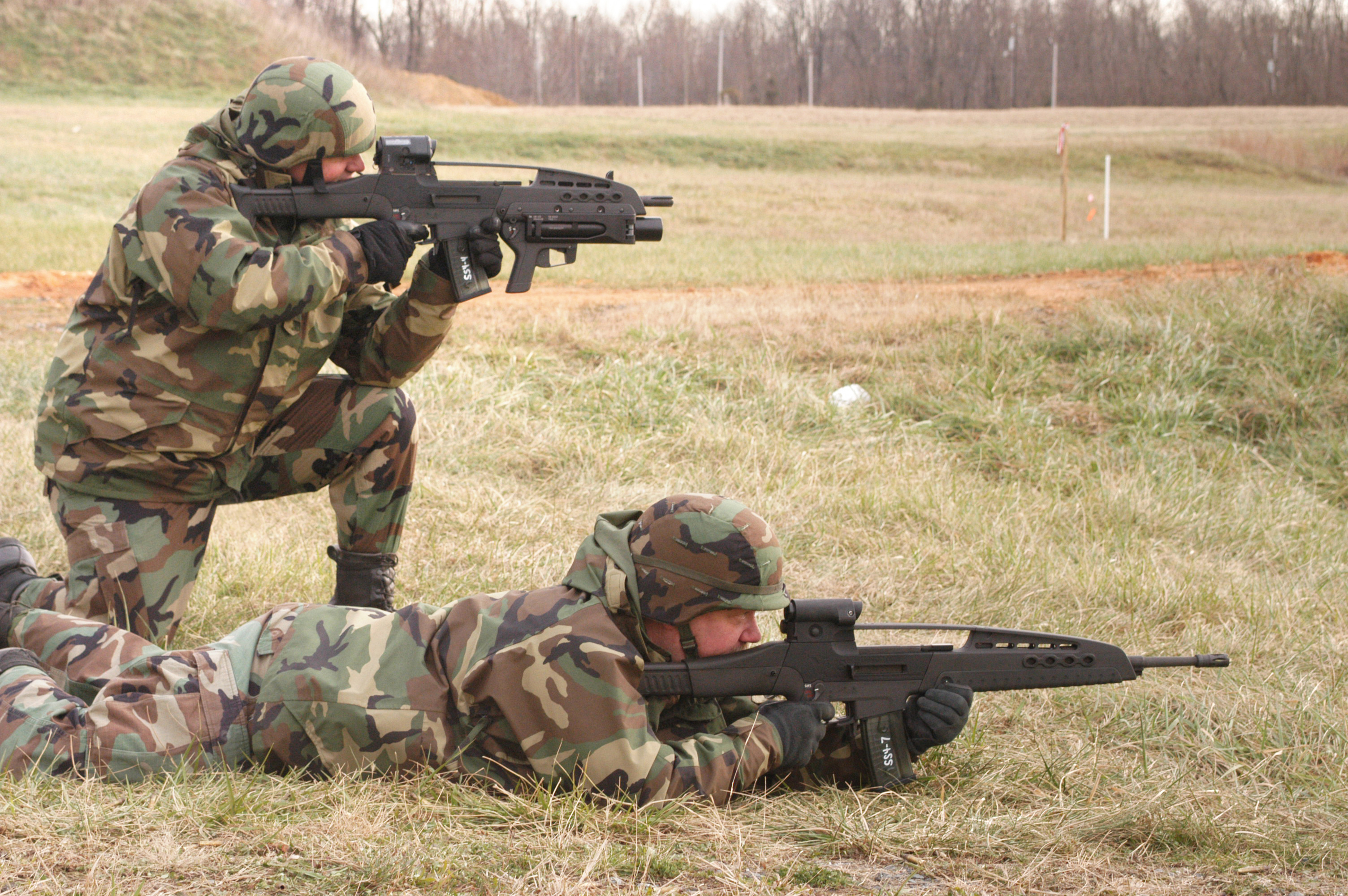
テスト射撃中のアメリカ軍兵士 上がXM8 ベースライン・カービン（M320装着） 下がXM8 シャープシューター
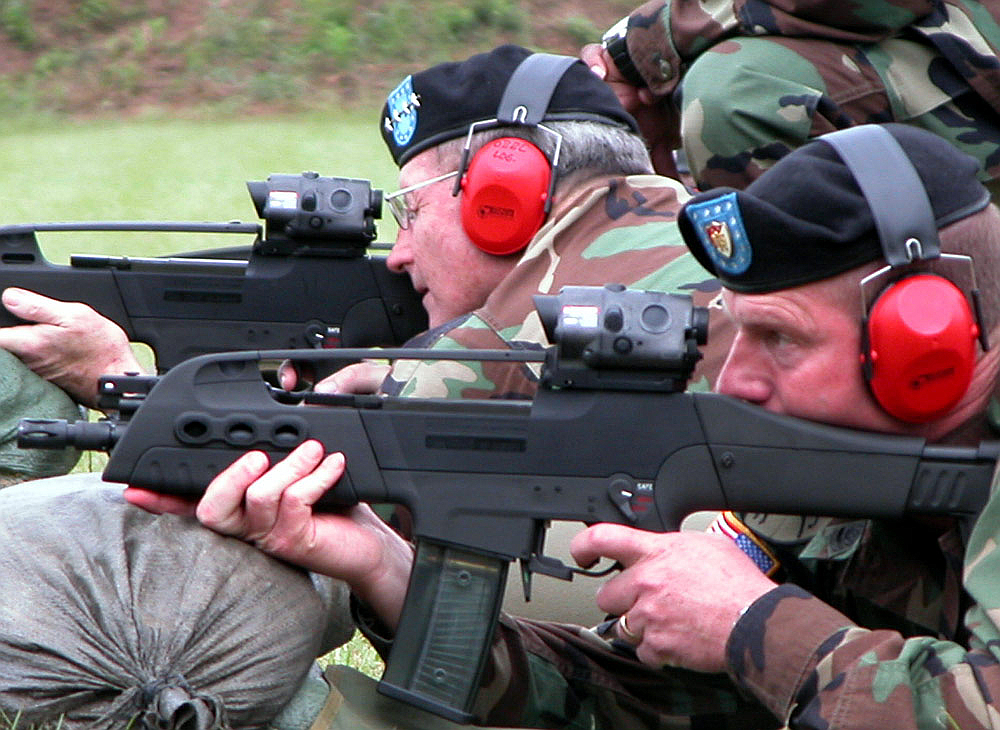
XM8 コンパクト・カービン（銃床あり）のテスト射撃をする米軍参謀総長（奥）ら
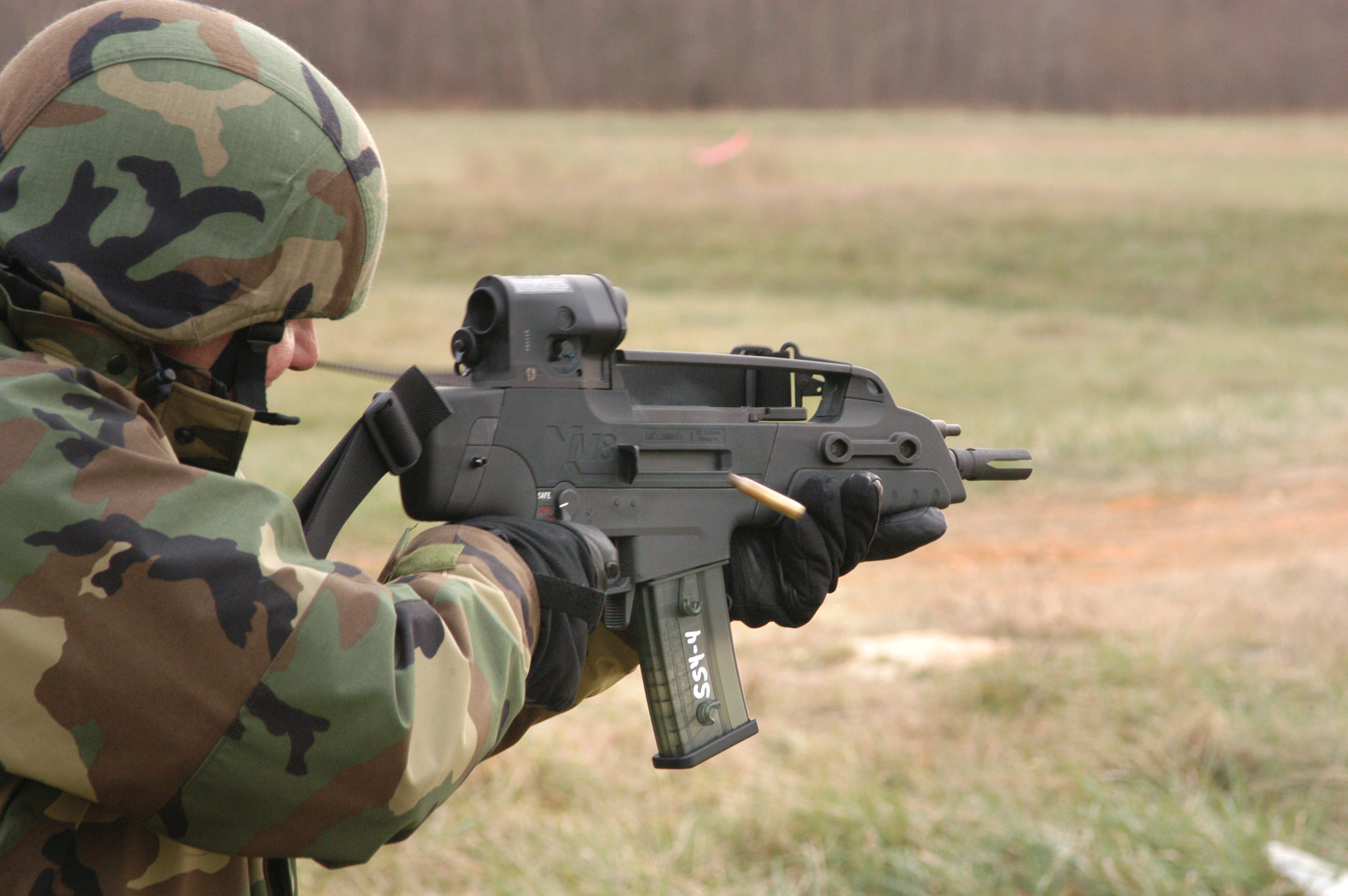
XM8 コンパクト・カービン（銃床なし）を射撃する米軍兵士
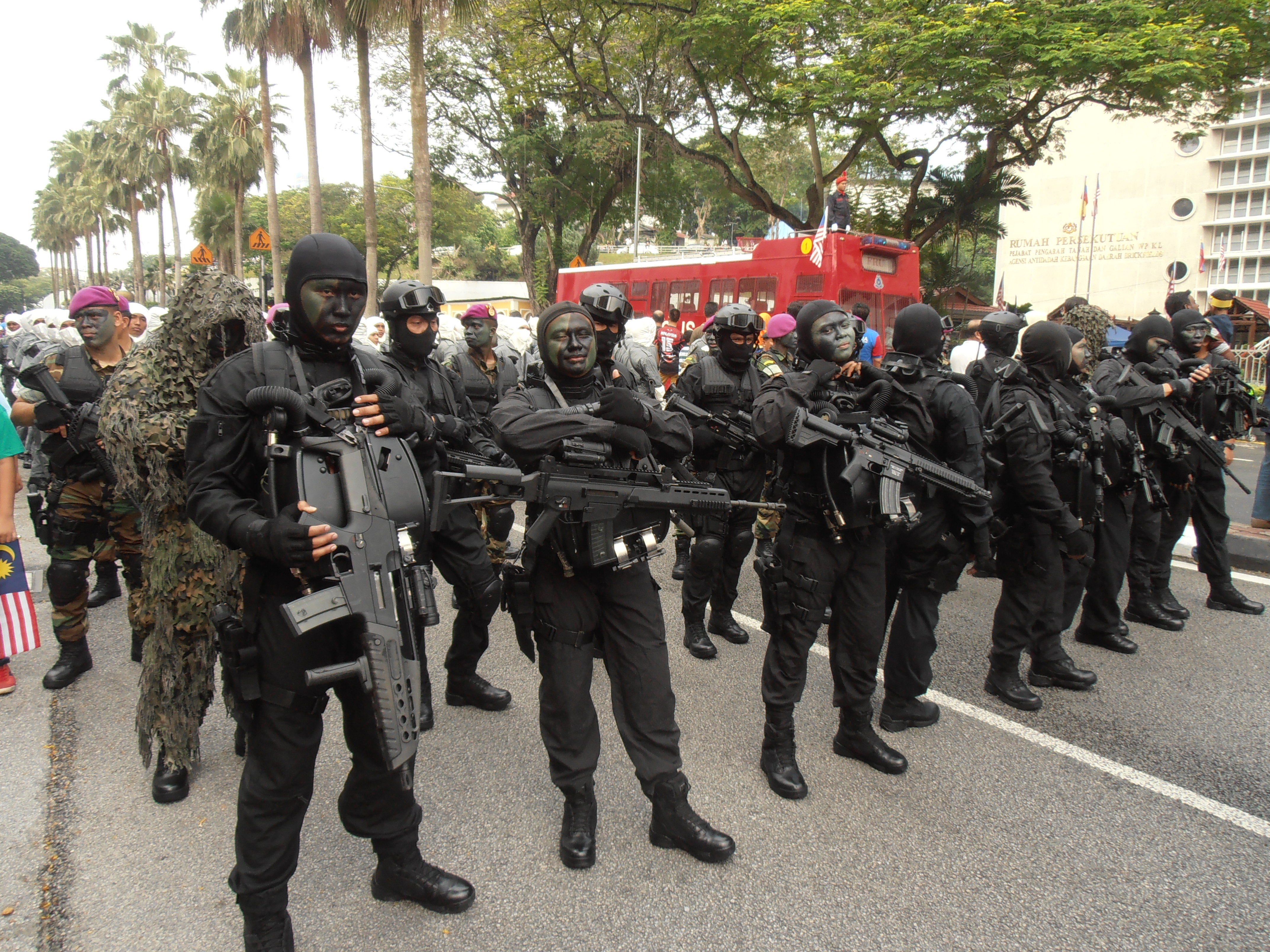
XM8を装備したマレーシア海軍特殊部隊PASKALの隊員（左、2014年撮影）
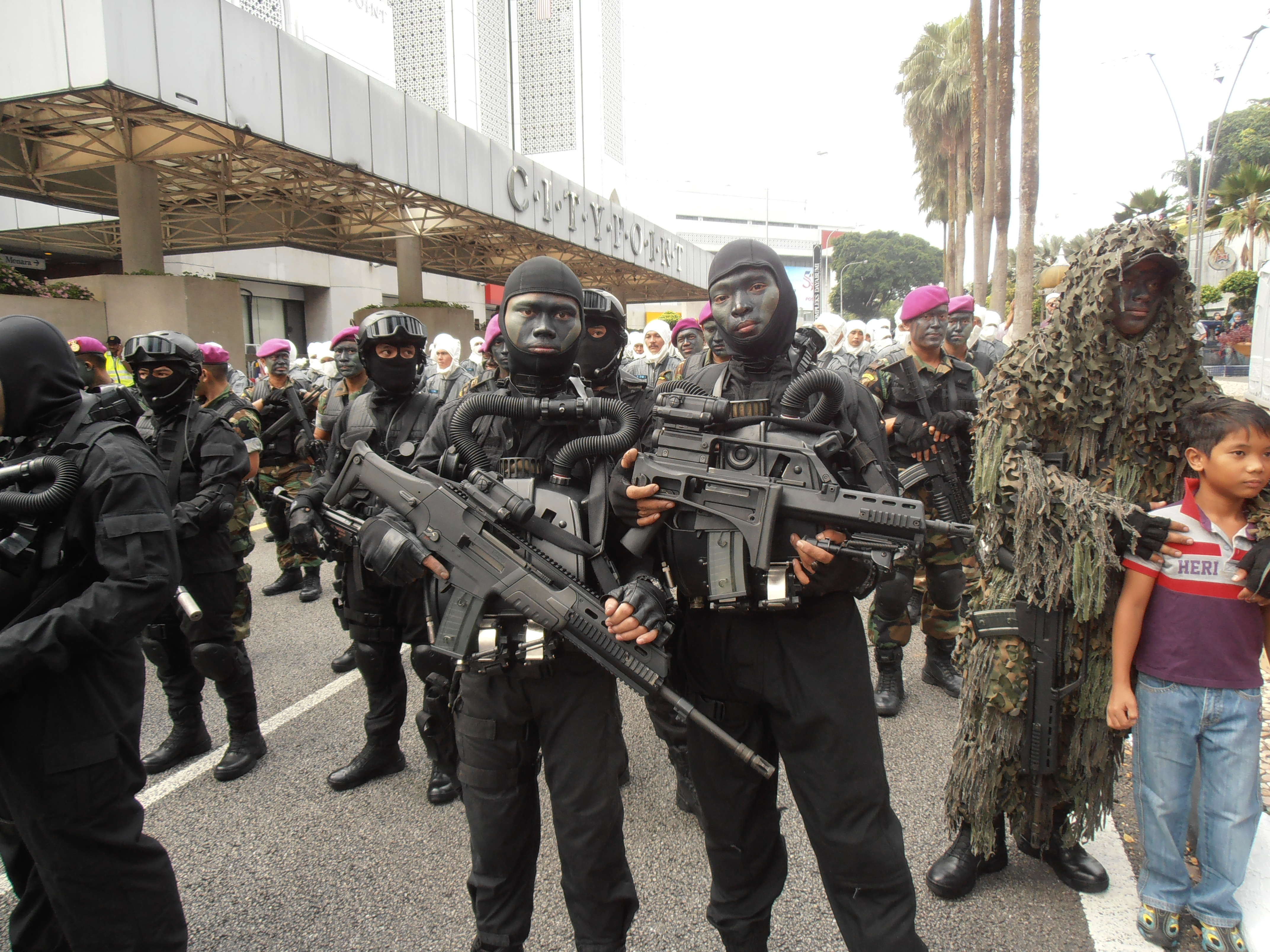
デジグネイテッド・マークスマン仕様のXM8を装備したPASKALのフロッグマン（左、2014年撮影）
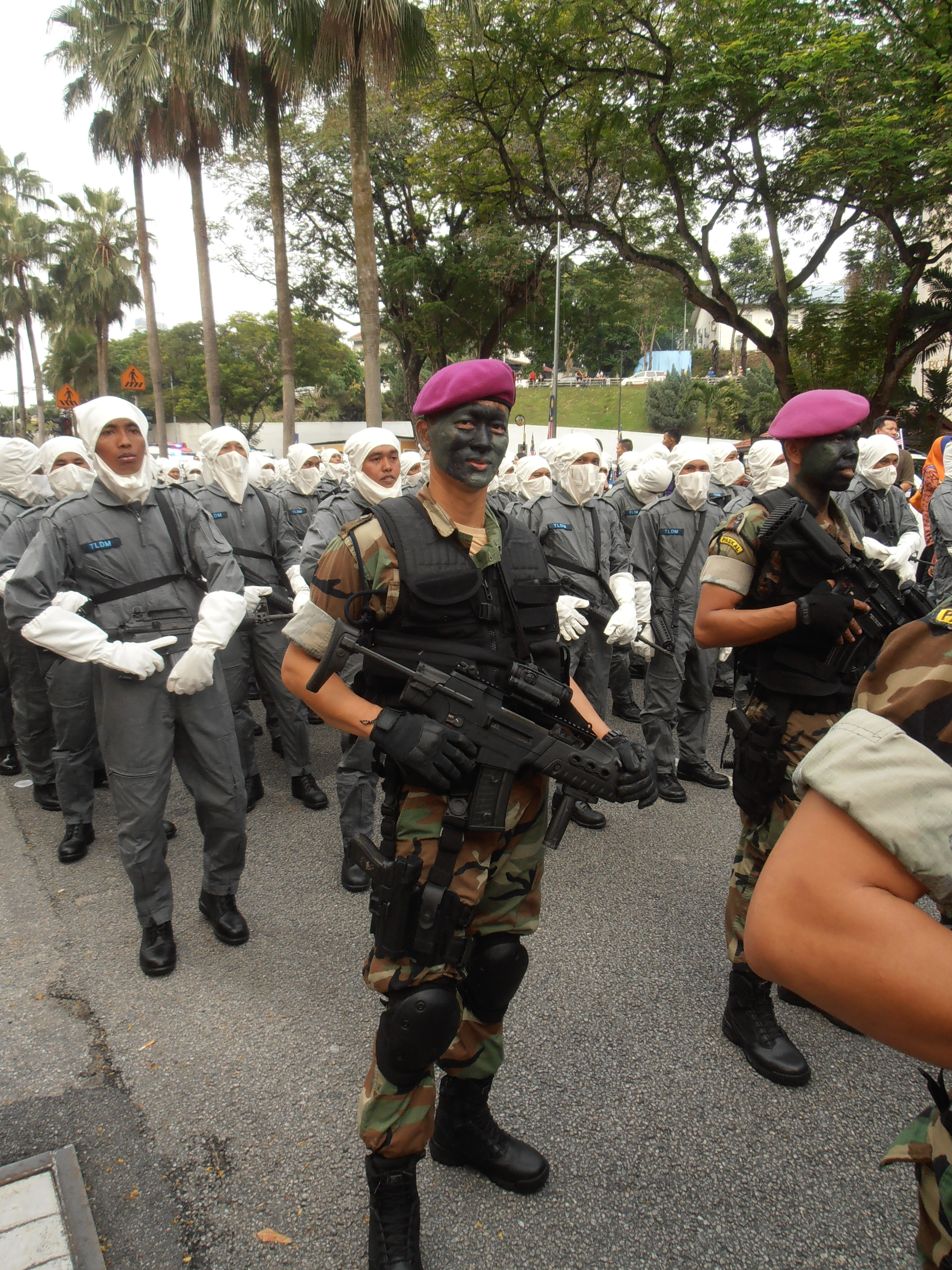
XM8 コンパクト・カービンを装備したPASKALの隊員（2014年撮影）

## 登場作品

### 映画
『トゥモロー・ワールド』
警察部隊の装備として登場。なお、撮影に使われたものはトイガンである。

### 漫画・アニメ
『ヱヴァンゲリヲン新劇場版:Q』
戦略自衛隊の戦闘服を着用しているヴィレの兵士が携行。14年ぶりに目覚めた碇シンジに対して銃口を向けて護送していた。
『神秘の法』
帝国ゴドムの兵士が使用。
『ヨルムンガンド』
アサルトライフル型をルツ、ウゴ、キャスパーの護衛部隊が使用。
ウゴは本銃を片手で射撃し、キャスパーの護衛部隊を驚愕させる。
『わがままDIY』
第54回に登場。

### ゲーム
『Alliance of Valiant Arms』
ライフルマン用武器「XM8」として登場。購入すれば訓練兵からでも装備可能。
『ARMA 2』
「オペレーション・アローヘッド」の拡張DLCに登場するPMC「ION社」オペレーターのメイン武器として登場。
『Just Cause』
「Haswell Gen2 Vindicator」の名称でシャープシューターモデルが登場する。
『Just Cause 2』
DLCを導入することで入手できる。名称は「Bulls Eye Assault Rifle」であり、ACOGを装着している。
『WarRock』
Lv13以上からゲーム内通貨で購入可能。
『コール オブ デューティ ブラックオプス2』
作中では、本銃がアメリカ軍に正式採用されたことになっており、「M8A1」という名称で登場。ハンドガードやキャリングハンドルにレールが増設されるなどの改良が施されている他、デフォルトで4点バーストとなっている。
『バトルフィールドシリーズ』
『BFBC』
突撃兵の装備として、また、「XM8 LMG」という名で援護兵、「XM8 C」と言う名で特殊兵の装備として登場する。
『BFBC2』
「XM8 P」という名で突撃兵、「XM8 C」という名で工兵、「XM8 LMG」という名で援護兵の装備として登場する。
『マーセナリーズ2 ワールド イン フレームス』
「コンバットライフル」の名称で登場する。連合軍が使用する。
『メタルギアソリッド4』
主に米軍が所持。主人公も使用できる。
『ピクセルガン3D』
「秘密部隊のライフル」の名称で登場し、lv27以上からゲーム内通貨で購入可能。
『Free fire』
フィールド内にランダムで配置されている